# Я боролся с Эрнестом Хемингуэем
«Я боролся с Эрнестом Хемингуэем» (англ. Wrestling Ernest Hemingway) — кинофильм 1993 года режиссёра Рэнды Хейнс по сценарию Стива Конрада. Фильм повествует о встрече двух пожилых мужчин, один из которых ирландец, а другой — кубинец в приморском городе во Флориде и их дальнейшей дружбе. Фильм можно смотреть детям любого возраста.

## Сюжет
Вальтер — одинокий кубинский пенсионер, бывший парикмахер. Сейчас он мирно доживает свою жизнь во Флориде. Франк — бывший ирландский моряк. Его сын купил ему дом, которым управляет решительная домохозяйка Хэлен Коней. Характеры у стариков совершенно разные, но всё-таки они завязывают дружбу.
Лето, июльская жара. Кондиционер в квартире Франка не работает. Франк, занятый просмотром фильмов, решает прогуляться. В парке у моря он встречает Вальтера на скамейке, разгадывающего кроссворд. Франк, как и всем, рассказывает Вальтеру свою давнюю историю, как он в 1938 году в Пуэрто-Рико победил в спортивной борьбе молодого капитана Эрнеста Хэмингуэя. Так завязывается знакомство, которое перерастает в дружбу.

## В ролях
- Роберт Дюваль — Вальтер
- Ричард Харрис — Франк
- Ширли Маклейн — Хэлен Коней
- Сандра Буллок — Элен
- Миколо Меркурино — Бернайс
- Марти Белафски — Нэд Риан
- Пайпер Лори — Джорджия